# Сант’Агата де Готи
Сант’Агата де Готи (итал. Sant'Agata de' Goti) је насеље у Италији у округу Беневенто, региону Кампанија.
Према процени из 2011. у насељу је живело 11558 становника. Насеље се налази на надморској висини од 165 м.

## Становништво
Према резултатима пописа становништва 2011. у општини је живело 11.310 становника.
| 1931.  | 1936.  | 1951.  | 1961.  | 1971.  | 1981.  | 1991.  | 2001.  | 2011.  |
| ------ | ------ | ------ | ------ | ------ | ------ | ------ | ------ | ------ |
| 11.964 | 10.936 | 12.599 | 11.981 | 11.058 | 11.350 | 11.325 | 11.558 | 11.310 |

## Партнерски градови
- Гротамаре